# 父と娘の歌
『父と娘の歌』（ちちとむすめのうた）は、1965年の日本の映画。製作・配給は日活。吉永小百合・宇野重吉主演。10月30日封切り。芸術祭参加作品、監督は斎藤武市。白黒。

## あらすじ
亡き母もピアニストだった卓紘子は、音楽大学の入学金を貯める為にアルバイトに励んでいたが、クラリネット奏者だった父、道一が盗難事件の濡れぎぬを着せられて退団し、今では心臓を悪くしてクラリネットも吹けなくなったことを知る。鉱子はすべての貯金を父を助けるために使うのだった。厳しい江戸に師事し、入学した音楽大学で、寮生活になじめずにいた紘子をいたわってくれたのは、山口という女子学生だった。指を怪我した紘子はそれを克服し、父にオーケストラのオーディションを受けてもらうよう説得し、父がクラリネットを吹くオーケストラで、チャイコフスキーのピアノ協奏曲第一番を弾きとおすのだった。

## スタッフ
- 企画  - 坂上静翁
- 監督 - 斎藤武市
- 助監督  - 鍛治昇
- 脚本 - 鍛治昇 林馬呂
- 撮影 - 萩原憲治
- 音楽 - 小杉太一郎
- 指揮 -　山田和男
- ピアノ指導 -室井麻耶子
- 美術 -	坂口武玄
- 録音 -	沼倉範夫
- 照明 -	大西美津男
- 編集 -	近藤光雄

## キャスト
- 卓紘子 -　吉永小百合
- 父道一 - 宇野重吉
- 母妙子（故人） - 奈良岡朋子
- 阿川 - 浜田光夫
- 吉行 - 山内賢
- 江戸基次 - 神山繁
- マネージャー北原 - 近藤宏
- 若い医師 - 波多野憲
- 東大附属病院院長 - 伊藤寿章
- 山口 - 吉行和子
- 道一のアパート管理人 - 天坊準
- 音楽大学教授 - 長尾敏之助

## 同時上映
- ぼくはどうして涙がでるの